# Anton Auer
Pour les articles homonymes, voir Auer.
Anton Auer, né le 4 mars 1778 à Munich, et mort le 25 octobre 1814, est un peintre sur porcelaine allemand.

## Biographie
Anton Auer est né le 4 mars 1778 à Munich. Il étudie avec Dominik Auliczek (en) en 1795 et avec Johann Peter Melchior en 1797. Il est envoyé à Vienne pour une formation complémentaire à la manufacture de porcelaine de Nymphenburger aux frais du roi, et après son retour en 1810 il est nommé peintre en chef de la manufacture.
Il meurt le 25 octobre 1814. 